# Strikeforce: Marquardt vs. Saffiedine
Strikeforce: Marquardt vs. Saffiedine（ストライクフォース：マーコート・バーサス・サフィジーヌ）は、アメリカ合衆国の総合格闘技団体「Strikeforce」の大会の一つ。2013年1月12日、オクラホマ州オクラホマシティのチェサピーク・エナジー・アリーナで開催された。

## 大会概要
Strikeforce最後の大会となった本大会ではネイサン・マーコートとタレック・サフィジーヌによるStrikeforce世界ウェルター級タイトルマッチが組まれた。UFCからエド・ハーマンが派遣された。
Jungle Fightライト級王者アドリアーノ・マルチンス、キャリア9戦全勝のカート・ホロボウグがStrikeforceデビュー。

## 試合結果

### プレリミナリーカード
第1試合 ライト級ワンマッチ 5分3R
○  エステヴァン・ペイヤン vs.  マイク・ブラボー ×
1R 4:01 TKO（パウンド）
第2試合 ライト級ワンマッチ 5分3R
○  アドリアーノ・マルチンス vs.  ジョルジ・グージェウ ×
3R終了 判定3-0
第3試合 ミドル級ワンマッチ 5分3R
○  ホジャー・グレイシー vs.  アンソニー・スミス ×
2R 3:16 肩固め
第4試合 ライト級ワンマッチ 5分3R
○  パット・ヒーリー vs.  カート・ホロボウグ ×
3R終了 判定3-0
第5試合 ミドル級ワンマッチ 5分3R
○  ティム・ケネディ vs.  トレバー・スミス ×
3R 1:36 ギロチンチョーク
第6試合 ライト級ワンマッチ 5分3R
○  ライアン・クートゥア vs.  KJ・ヌーンズ ×
3R終了 判定2-1

### メインカード
第7試合 88kg契約ワンマッチ 5分3R
○  ホナウド・ジャカレイ vs.  エド・ハーマン ×
1R 3:10 キムラロック
第8試合 ライトヘビー級ワンマッチ 5分3R
○  ゲガール・ムサシ vs.  マイク・カイル ×
1R 4:09 リアネイキドチョーク
第9試合 ヘビー級ワンマッチ 5分3R
○  ジョシュ・バーネット vs.  ナンドール・ゲルミーノ ×
1R 2:11 肩固め
第10試合 ヘビー級ワンマッチ 5分3R
○  ダニエル・コーミエ vs.  ディオン・スターリング ×
2R 4:02 TKO（パウンド）
第11試合 Strikeforce世界ウェルター級タイトルマッチ 5分5R
○  タレック・サフィジーヌ vs.  ネイサン・マーコート ×
5R終了 判定3-0
※サフィジーヌが王座獲得に成功。